# خدیجه
خَدِیجَة بِنْت خُوَیْلِد (حدود ۵۵۵ - نوامبر ۶۱۹ میلادی) نخستین همسر محمد پیامبر اسلام، مادر فاطمه زهرا و نخستین فرد و اولین زن گرونده به اسلام است. خدیجه در سال ۶۸ پیش از هجرت در مکه زاده شد. از القاب او در زمان جاهلیت «الطاهره» و «سیده قریش» بود. از نامداران قبیله قریش در مکه و بازرگانی موفق بود.
برابر باور شیعه و برخی دیگر از مسلمانان و تاریخ‌نویسان اسلامی، خدیجه نخستین و عزیزترین زن محمد بود.
همه مسلمانان از خدیجه به عنوان "مادر مؤمنان (ام المومنین)" یاد می‌کنند. در اسلام، خدیجه را بانویی سرشناس و مهم می‌دانند. همچنین او به همراه آسیه، مریم و دخترش فاطمه چهار بانوی بهشتی هستند.
وی به مدت ۲۵ سال همسر محمد بود.

## نام
نام کامل وی: خدیجه بنت خویلد بن اسد بن عبدالعزی بن قصی بن کلاب بن مرّة بن کعب بن لؤی بن غالب بن فهر بن مالک بن نضر بن کنانه؛ و نام مادرش: فاطمه بنت زایدة بن الأصم بن الهرم بن رواحة بن حجر بن عبد بن معیص بن عامر بن لؤی بن غالب بن فهر بن مالک.

## نیاکان
مادر خدیجه، فاطمه بنت زایده، که در سال ۵۷۵ م درگذشت. از قبیله عامر بن لعیه از قریش و دختر عموی سوم مادر محمد بود. پدر خدیجه، خویلد بن اسد، بازرگان و بزرگ قبیله بود. بر اساس برخی از نقل‌ها، وی در سال ۵۹۰ درگذشت (در سال ۵۸۵ در جنگ فجار)، اما به گفته برخی، زمانی که خدیجه در سال ۵۹۵ با محمد ازدواج کرد، او هنوز زنده بود.

## پیشه
خدیجه بازرگان کامیابی بود. می‌گویند وقتی مسافران کاروان بازرگانی قریش برای آغاز سفر تابستانی خود به شام یا سفر زمستانی به یمن گرد هم می‌آمدند، کاروان خدیجه با مجموع کاروان‌های دیگر بازرگانان قریش برابر بود. به خدیجه القاب بسیاری نسبت داده شده‌است، از جمله «پرهیزکار (تقیة؟ یا عفیفة؟)»، «شاهدخت قریش (أمیرة قریش)»، و «خدیجه بزرگ (خدیجه کبری)». او به تنگدستان غذا می‌داد و لباس می‌پوشانید، به بستگان خود کمک مالی می‌کرد و برای افراد سهمیه ازدواج فراهم می‌کرد. همچنین خدیجه به بت‌ها ایمان نداشت و آن‌ها را نمی‌پرستید که برای فرهنگ عرب جاهلی امری غیرمعمول بود.
خدیجه با کاروان‌های بازرگانی خود سفر نمی‌کرد. در عوض، او دیگران را استخدام می‌کرد تا از طرف او و در ازای کارمزد تجارت کنند. در سال ۵۹۵ خدیجه برای معامله در شام به یک همکار نیاز داشت. او محمد بن عبدالله را که در آن زمان ۲۵ ساله بود، برای تجارت در شام استخدام و دو برابر کارمزد معمول به او پول پرداخت کرد. با رایزنی با ابوطالب بن مطلب، عموی محمد، محمد به همراه یکی از خادمان خدیجه عازم شام شد. این تجربه کاروانی القاب الصادق ("راستگو") و الامین ("امین" یا "صادق") را برای محمد به ارمغان آورد.
خدیجه یکی از خدمتکاران خود به نام میسره را برای کمک به محمد فرستاد. پس از بازگشت، میسره از روش شرافتمندانه‌ای که محمد در آن تجارت در پیش گرفته بود، تعریف کرد و مژده سودی دو برابر همیشه را به خدیجه داد.

## دیدگاه‌ها درباره سن و شوهران خدیجه

### دیدگاه سنتی
مرتضی مطهری فقیه شیعه در تمام آثار خود حتی یکبار هم به بیوه بودن و چهل سالگی خدیجه شبهه وارد نکرده است و همانند اغلب فقها و همعصران شیعه خویش و هزارهٔ پیش از آن می‌نویسد:
ازدواج اول پیغمبر با خدیجه بود که قبل از او دو شوهر کرده بود و به‌علاوه پانزده سال از خودش بزرگتر بود. ازدواج با خدیجه در سن بیست و پنج سالگی پیغمبر و چهل‌سالگی خدیجه صورت گرفت و خدیجه بیست و پنج سال به عنوان زن منحصر به فرد پیغمبر در خانه پیغمبر بود و فرزندانی آورد و در شصت و پنج سالگی وفات کرد. پس از خدیجه پیغمبر با یک بیوه دیگر به نام سوده ازدواج کرد. بعد از او با عایشه که دختر خانه بود و قبلاً شوهر نکرده بود و مستقیماً از خانه پدر به خانه پیغمبر می‌آمد ازدواج کرد.
پس از عایشه نیز، با آنکه پیغمبر زنان متعدد گرفت، هیچ کدام دختر خانه نبودند، همه بیوه و غالباً سالخورده و احیاناً صاحب فرزندان برومندی بودند.
علی شریعتی روشنفکر مسلمان با ابراز شگفتی در تشیع علوی و صفوی نقل کرده است که اخیراً - دههٔ ۵۰ خورشیدی - واعظی در مشهد پیدا شده که می‌گوید «حضرت خدیجه قبلاً اساساً ازدواج نکرده بوده‌اند... چون حضرت زهرا باید از رحمی پاک زاده شده باشند و خدیجه که مادر بانو است اگر پیش از اسلام شوهر کرده باشد این اصل خدشه‌دار می‌شود!»
مطابق دیدگاه سنتی خدیجه سه بار ازدواج کرد و از تمام ازدواج‌هایش صاحب فرزند شد. در حالی که ترتیب ازدواج او مورد بحث است، عموماً باور بر این است که او ابتدا با عتیق بن عائض بن عبدالله مخزومی و سپس با مالک بن نبش بن زرگری بن تمیمی ازدواج کرد. خدیجه برای عتیق دختری به نام هنده به دنیا آورد. این ازدواج خدیجه را بیوه کرد. او از مالک دو دختر داشت که آن‌ها را هاله و هند نامیده‌اند. مالک نیز خدیجه را بیوه کرد و پیش از موفقیت در تجارتش درگذشت. خدیجه، متعاقباً از محمد خواستگاری کرد.

### دیدگاه جدید
ابن شهرآشوب از سید مرتضی در الشافی و شیخ طوسی در تلخیص الشافی[1] نقل کرده که خدیجه هنگام ازدواج با محمد باکره بود. با توجه به وضعیت فرهنگی و فکری حجاز و موقعیت و منزلت والایی که خدیجه کبری بین سایرین از آن برخوردار بود، بعید است که با مردانی از بنی‌تمیم یا بنی‌مخزوم (دو قبیله پست) ازدواج کرده باشد. برخی معتقدند دو فرزند منسوب به خدیجه فرزندان هاله خواهر خدیجه بودند. که پس از مرگ شوهر هاله، خدیجه سرپرستی هاله و (پس از مرگ خود هاله) فرزندان هاله را بر عهده گرفت.
[۱] این کتاب از قدیمی‌ترین و مهم‌ترین کتب کلامی شیعه محسوب می‌شود. این کتاب خلاصه‌ای است از کتاب الشافی سید مرتضی، که در آن به اقوال علماء اهل تسنن در امر خلافت (که در کتاب «المغنی» قاضی عبدالجبار معتزلی آمده) متعرض می‌شود و آنها را به تفصیل نقد می‌کند.

## ازدواج خدیجه با محمد
خدیجه به دوستی به نام نفیسه سپرد تا به محمد نزدیک شود و از او بپرسد که آیا به ازدواج فکر می‌کند؟ هنگامی که محمد به دلیل نداشتن پول برای تأمین معاش زن مردد شد، نفیسه از او پرسید که آیا به فکر ازدواج با زنی است که امکانات لازم برای تأمین زندگی خود را داشته باشد؟ محمد با خدیجه موافقت کرد و پس از این ملاقات با عموهای خود مشورت کردند. عموها با این ازدواج موافقت کردند و عموهای محمد او را همراهی کردند تا به خدیجه پیشنهاد رسمی بدهند. اینکه آیا حمزه بن عبدالمطلب، ابوطالب یا هر دو بودند که در این امر محمد را همراهی کردند، اختلاف است. عموی خدیجه این خواستگاری را پذیرفت و ازدواج صورت گرفت. در زمان ازدواج محمد، حدود ۲۳ تا ۲۵ ساله بود. خدیجه در آن زمان طبق برخی منابع ۴۰ ساله بوده‌است. با این حال، منابع دیگر ادعا می‌کنند که او در طول ازدواج تقریباً ۲۸ یا ۳۰ ساله بوده‌است.
خدیجه زنی بازرگان و دارا بود که به اِمرأةالقریش (یعنی شاهدخت قریش) شهرت داشت. خدیجه بیشتر در خرید و فروش ابریشم بود.
داستان ازدواج او با محمد چنین است که محمد ابتدا در کاروان‌های تجاری او کار می‌کرد و او از امانتداری و کاردانی او خوشش آمده بود و گفته می‌شود این خدیجه بوده‌است که از محمد خواستگاری کرده‌است.
و در برخی روایات آمده‌است که آیین خواستگاری با حضور عموی محمد، ابوطالب و ورقة بن نوفل پسر عموی خدیجه، که مردی دانشمند و گریزان از پرستش بت‌ها بود، انجام شد. پس از خواندن خطبه عقد توسط ابوطالب، محمد از جای برخاست و آماده رفتن شد. در این هنگام خدیجه به او گفت: «إلی بیتک فبیتی بیتک و أنا جاریتک»؛ به سوی خانهٔ خود بیایید که خانهٔ من خانهٔ شما و خودم خدمتکار شمایم. به گفتهٔ محمد هیچ‌کدام از زنان او به اندازهٔ خدیجه نزد او گرامی نبوده‌اند. او تا زمان حیات خدیجه با زن دیگری ازدواج نکرد.
محمد در ۲۵ سالگی با خدیجه ازدواج کرد. گفته می‌شود که خدیجه در آن موقع ۴۰ سال داشت ولی با توجه به حمل فاطمه و تاریخ تولد او که در سال پنجم بعثت می‌باشد خدیجه می‌بایست در شصت سالگی وضع حمل کرده باشد و اینکار در این سن بعید بنظر می‌رسد، ازین رو اقوال دیگر همچون ۲۵ یا ۲۸ سال، که در برخی کتابها ذکر شده، معقولتر است. با استناد به منابعی همچون بیهقی (از علمای بزرگ اهل سنت)، ابن عماد حنبلی، حاکم نیشابوری، ابن اسحاق، بلاذری و تعداد زیادی از علما و مورخان، سن خدیجه به هنگام ازدواج را حدود ۲۵ تا ۲۸ سال دانسته‌اند.
خدیجه پس از ازدواج با محمد تمام ثروتش را برای دین اسلام خرج کرد. او سه پسر برای محمد آورد، قاسم و عبدالله و طاهر که همگی در کودکی مردند؛ چهار دختر هم داشت به نام‌های زینب، رقیه، ام کلثوم و فاطمه زهرا.
در مورد ازدواج محمد با خدیجه گفته شده‌است که محمد پیش از ازدواج با خدیجه برای خدیجه کار می‌کرد و خدیجه از زنان ثروتمند قریش بوده‌است. ثروت خدیجه و کارفرما بودن او نشان می‌دهد که پیش از محمد نیز زنان حق داشتن ثروت و حق کارفرما بودن را داشته‌اند و مردان از کار کردن برای زنان شرمسار نبوده‌اند.

## فرزندان محمد از خدیجه
محمد و خدیجه ممکن است شش یا هشت فرزند داشته باشند.(منابع در مورد تعداد فرزندان اختلاف نظر دارند: طبری از هشت نفر نام می‌برد؛ اولین شرح حال محمد توسط ابن اسحاق، هفت فرزند را نام می‌برد؛ بیشتر منابع تنها شش فرزند را ذکر می‌کنند)
نخستین پسر آن‌ها قاسم بود که پس از سومین سالگرد تولدش درگذشت (از این رو کنیه محمد ابوالقاسم است). سپس خدیجه دخترانشان زینب، رقیه، کلثوم و فاطمه را به دنیا آورد. و آخرین پسرشان عبدالله بود. عبدالله به طیب و طاهر معروف بود. عبدالله نیز در کودکی از دنیا رفت.
دو فرزند دیگر نیز در خانواده خدیجه زندگی می‌کردند: علی بن ابی طالب پسر عموی محمد. و زید بن حارثه پسری از قبیله کلب که ربوده شده و به بردگی فروخته شده بود. زید چند سال در خانواده خدیجه برده بود، تا اینکه پدرش برای بردن او به مکه آمد. محمد اصرار داشت که به زید در مورد محل زندگی خود حق انتخاب داده شود و زید تصمیم گرفت نزد محمد و خدیجه بماند و پس از آن محمد به‌طور قانونی زید را به عنوان پسرخوانده خود پذیرفت.
فرزندان محمد به جز ابراهیم که از ماریه قبطیه کنیز مصری بود و او را مقوقس حاکم مصر اهدا کرده بود، همه از خدیجه بودند که در عدد و نام آنان اختلاف است ولی مشهور آن است که شش تن بودند: دو پسر و چهار دختر.

### پسران
1. قاسم نخستین فرزند محمد که قبل از بعثت در مکه متولد شد و محمد بدین جهت کنیه ابوالقاسم گرفت. او در سن دو سالگی در مکه درگذشت.[۵۰] درمنبع دیگری آمده قاسم بن محمد در سال ۶۰۱ م پس از سومین سالگرد تولدش درگذشت.[۵۱]
2. عبدالله بن محمد در سال ۶۱۵ م در کودکی درگذشت.[۵۱]

### دختران
1. فاطمه (۶۰۴–۶۳۲ م). اگرچه گاهی ادعا می‌شود که او در سال آغازین بعثت محمد (۶۱۰–۶۰۹ م) به دنیا آمد.[۵۱] اما بنا به نقل مشهور، پنج سال بعد از بعثت محمد در مکه تولد یافت، در مدینه به ازدواج پسر عمویش علی بن ابی‌طالب درآمد که در سال ۶۵۶ م خلیفه چهارم شد. (طبق بحث‌های اولیه پس از مرگ محمد، برخی استدلال می‌کنند که علی جانشین مناسب محمد بود)[۵۲] علی و فاطمه پس از ازدواج به یک مکان کوچک در روستایی در قبا نقل مکان کردند. اما بعداً به مدینه نقل هجرت کردند تا در همسایگی محمد زندگی کند.[۵۳] محمد علی را از گرفتن همسر دیگر منع کرد، زیرا آنچه باعث درد دخترش می‌شد او را نیز اندوهگین می‌کرد.[۵۴] نام مستعار او «مادر پدرش» «ام ابیها» بود، زیرا او از پدرش مراقبت می‌کرد و پس از مرگ مادرش پشتیبان پدرش بود.[۵۱] فاطمه شش ماه پس از مرگ پدرش درگذشت. همه بازماندگان اولاد محمد از فرزندان فاطمه هستند. محمد دو پسرش حسن و حسین را دوست داشت که میراث او را ادامه دهند.[۵۴] طبق نظر سید هاشم رسولی محلاتی، و بعد از درگذشت محمد در فاصله چهل روز تا هشت ماه (بنا به اختلاف روایات) وفات نمود یا کشته شد. سوره کوثر در شان وی نازل گردید.[۵۰]
2. زینب (۵۹۹–۶۲۹ م)بزرگ‌ترین دختر محمد که در سن سی سالگی او متولد شد و قبل از اسلام به ازدواج پسرخاله خود ابوالعاص بن ربیع درآمد و در سال هشتم هجرت در مدینه درگذشت. در منبع دیگری آمده زینب. او قبل از هجرت با پسر عموی مادری خود ابوالعاص ازدواج کرد. بعدها با محمد زندگی کرد. شوهرش قبل از مرگ او در سال ۶۲۹ اسلام را پذیرفت.[۴۵]
3. رقیه (۶۰۱–۶۲۴ م) که پیش از اسلام و بعد از زینب زاده شد، قبل از اسلام به عقد عتبه بن ابی لهب درآمد و پس از نزول سوره مسد قبل از عروسی به دستور ابولهب و ام جمیل از شوهر خود جدا شد. سپس به عقد عثمان بن عفان خلیفه سوم، درآمد[۴۵] که در اولین هجرت مسلمانان به حبشه با او همراه بود. آنگاه به مکه بازگشت و به مدینه هجرت نمود و سه روز بعد از جنگ بدر، روز رسیدن خبر فتح، در مدینه درگذشت.[۵۰]
4. ام کلثوم (۶۰۳–۶۳۰ م) که در مکه متولد شد، پیش از اسلام به عقد عتیبه بن ابی الهب درآمد و مانند خواهر خود قبل از عروسی از او جدا شد. در سال سوم هجرت به ازدواج عثمان درآمد و در سال نهم هجرت درگذشت.[۵۰] او بدون فرزند بود.

### دیدگاه اهل سنت
دانشمند اهل سنت یوسف بن عبدالبر می‌گوید: فرزندان او از خدیجه چهار دختر هستند که در آن اختلاف نظر وجود ندارد.
قرآن (۳۳:۵۹) [۵۶] می‌فرماید:
ای پیامبر! به زنانت و دخترانت و بگو، زنان مؤمنان…؟

### دیدگاه شیعه
بر اساس برخی منابع شیعی، خدیجه و محمد دو دختر از خواهر خدیجه، حاله را به فرزندی پذیرفتند. محقق شیعه ابوالقاسم کوفی می‌نویسد:
هنگامی که رسول خدا با خدیجه ازدواج کرد، مدتی بعد حاله از دنیا رفت او دو دختر یکی به نام زینب و دیگری رقیه نام داشت و هر دو توسط محمد و خدیجه تربیت شدند و از آن‌ها نگهداری کردند. پیش از اسلام رسم بود هر که را تربیت می‌کردند، فرزندخوانده می‌شد.
هند بنت عتیق. او با پسر عمویش سیفی بن امیه ازدواج کرد و صاحب یک پسر به نام محمد بن سیفی شد.
زینب بنت ابی حله که احتمالاً در کودکی از دنیا رفته‌است.

#### دخترخوانده‌های منسوب به محمد در منابع شیعه عبارتند از:
- زینب (۵۹۹–۶۲۹ م). او قبل از هجرت با پسر عمویش ابوالعاص بن الربیعی ازدواج کرد. بعدها با محمد زندگی کرد. شوهرش قبل از مرگ او در سال ۶۲۹ اسلام را پذیرفت.
- رقیه (۶۰۱–۶۲۴ م). او ابتدا با عتبه بن ابولهب و سپس با خلیفه سوم آینده عثمان بن عفان ازدواج کرد.
- ام کلثوم (۶۰۳–۶۳۰ م). او ابتدا با عتیبه بن ابولهب و سپس پس از مرگ خواهرش رقیه با عثمان بن عفان ازدواج کرد. او بدون فرزند بود.

## عموزادگان

#### ابن ام مکتوم
ورقه بن نوفل فرزند نوفل بن اسد بن عبدالعزا بن حصی و هند بنت ابی کثیر به ورقه پیشنهاد ازدواج با خدیجه بنت خویلد داده شده بود، اما این ازدواج هرگز انجام نشد. ورقه از آن جهت قابل توجه است که قبل از بعثت محمد از شرک به مسیحیت گروید. ابن اسحاق مدعی است که ورقه نیز از این جهت مهم است که در مشروعیت بخشیدن به وحی محمدی نقش دارد.
ورحاء می‌گوید: «بزرگ‌ترین شریعتی که بر موسی نازل شد، برای او آمده‌است. او پیامبر این قوم است.

## ویژگی‌ها

### نخستین پیرو محمد (اولین اسلام‌آورنده)
طبق روایات اهل سنت، هنگامی که محمد اولین وحی خود را از فرشته جبرئیل (جبرئیل) اعلام کرد، خدیجه نخستین کسی بود که حق، یعنی اسلام را پذیرفت. محمد پس از تجربه‌اش در غار حرا، هراسان نزد خدیجه به خانه بازگشت و از او درخواست کرد که او را با پتو بپوشاند. پس از آرام شدن، ملاقات با فرشته وحی را برای خدیجه تعریف کرد و خدیجه او را با این جمله دلداری داد که خداوند او را از هر خطری محفوظ می‌دارد و هرگز اجازه نمی‌دهد کسی او را آزار دهد، زیرا او اهل صلح و سازش و همیشه سخاوتمند و دوستی برای همه بوده‌است. بر اساس برخی منابع، پسر عموی خدیجه، ورقه بن نوفل بود که سریعاً نبوت محمد را تأیید کرد.
از یحیی بن عفیف نقل شده‌است که او یک بار در دوران جاهلیت (پیش از ظهور اسلام) به مکه آمد تا عباس بن عبدالمطلب، یکی از عموهای محمد که در بالا ذکر شد، میزبانی کند. فرمود: وقتی خورشید طلوع کرد، مردی را دیدم که از جایی نه چندان دور از ما بیرون آمد، رو به کعبه شد و شروع به خواندن نماز کرد. او به سختی شروع کرد قبل از اینکه پسر جوانی که در سمت راست او ایستاده بود و سپس زنی که پشت سر آن‌ها ایستاده بود به او ملحق شد. هنگامی که او تعظیم کرد، پسر جوان و زن تعظیم کردند، و هنگامی که او راست ایستاد، آن‌ها نیز همین کار را کردند. هنگامی که او سجده کرد، آن‌ها نیز سجده کردند. او از آن اظهار شگفتی کرد و به عباس گفت: این خیلی عجیب است ای عباس! واقعاً اینطور است؟ عباس پاسخ داد. 'آیا میدانی او کیست؟' عباس از مهمانش پرسید که جواب منفی داد. او محمد بن عبدالله برادرزاده من است. آیا می‌دانید پسر جوان کیست؟ دوباره پرسید مهمان پاسخ داد: «نه، در واقع». او علی بن ابوطالب است. آیا می‌دانید آن زن کیست؟ پاسخ دوباره منفی شد و عباس گفت: او خدیجه بنت خویلد است. همسر برادرزاده ام. این واقعه در کتاب هر دو آمده‌است. احمد بن حنبل و ترمذی هر کدام در صحاح خود به تفصیل آن را بیان کرده‌است.
خدیجه از رسالت محمد حمایت و همواره در این کار به او کمک می‌کرد، پیام او را اعلام می‌داشت و هرگونه مخالفت با پیشگویی‌های او را کوچک می‌شمرد. این تشویق او بود که به محمد کمک کرد تا در رسالت خود راسخ شود و اسلام را گسترش دهد. خدیجه همچنین دارایی خود را در این مأموریت خرج کرد. هنگامی که مشرکان و اشراف قریش مسلمانان را مورد آزار و اذیت قرار می‌دادند، او از پول خود برای خریدن بردگان مسلمان شده و اطعام جامعه مسلمانان استفاده می‌کرد.
در سال ۶۱۶ م قریش تحریم تجاری علیه طایفه هاشم اعلام کرد. آن‌ها به مسلمانان حمله کردند، آن‌ها را زندانی کردند و کتک زدند، مسلمانانی که گاهی روزها بدون غذا و نوشیدنی طی می‌کردند. خدیجه به حفظ جامعه ادامه داد تا اینکه تحریم در اواخر سال ۶۱۹ یا اوایل سال ۶۲۰ لغو شد.

### خصوصیات اخلاقی
خدیجه زنی بود بسیار مهربان و بیشتر اوقات لباس زرد رنگ می‌پوشید زیرا می‌دانست همسرش محمد بن عبدالله رنگ زرد را در لباس او دوست دارد. او زنی مؤمن و فداکار بود و محمد به شدت او را دوست می‌داشت چنان‌که پس از مرگش بسیار محزون شد و در فراق او بسیار گریست. خدیجه یکی از محترم‌ترین بانوان نزد تمامی مسلمانان است. در دهم رمضان سال دهم بعثت (سه سال قبل از هجرت) در مکه از دنیا رفت و این همان سالی بود که ابوطالب عموی محمد نیز در گذشت و مسلمانان آن را «سال اندوه (عام الحُزن)» نامیدند.

### حضور در زایمان ام رومان
وقتی ام عمرو (قابله) از زنده ماندن ام رومان (همسر ابوبکر) پس از زاییدن عایشه ناامید شد. به درخواست ابوبکر، خدیجه را بر بالین ام رومان می‌آورند تا حضور و قدم خدیجه باعث راحتی و سلامت زایمان گردد. پس از حضور خدیجه بر بالین ام رومان، نوزاد و مادر هر دو پس از زایمان، سالم ماندند.

## درگذشت
خدیجه در «رمضان سال دهم پس از نبوت» یعنی در نوامبر ۶۱۹ میلادی درگذشت. محمد بعداً این سال را «سال اندوه» نامید، زیرا عموی او و محافظش ابوطالب نیز در این زمان درگذشت. گفته می‌شود خدیجه هنگام مرگ حدود ۶۵ سال داشت. او در قبرستان جنت المعلی، در مکه، عربستان سعودی به خاک سپرده شد
در روایت دیگری از محمد بن اسحاق آمده‌است که ابوطالب و خدیجه بنت خویلد در همان سال از دنیا رفتند. این سه سال قبل از هجرت رسول خدا به مدینه بود. او معتقد است، خدیجه را در الحجون دفن کردند. رسول خدا او را به خاک سپرد. او ۴۰ ساله بود که رسول‌الله با او ازدواج کرد.
در سال‌های بلافاصله پس از مرگ خدیجه، محمد با آزار و اذیت مخالفان پیامبری او و همچنین برخی از کسانی که در ابتدا از او پیروی می‌کردند، اما اکنون به عقب برگشته بودند، مواجه شد. قبایل متخاصم او را مسخره و سنگسار کردند. پس از مرگ خدیجه بود که محمد به یثرب مهاجرت کرد.